# Kim Hyung-chil
Kim Hyung-chil (hangul 김형칠, hancha 金亨七;  ur. 1 lipca 1959, zm. 7 grudnia 2006 w Dosze) – południowokoreański jeździec, medalista igrzysk azjatyckich.
Kim Hyung-chil odnosił sukcesy na Igrzyskach Azjatyckich w 1986 (brązowy medal) i w 2002 (srebrny medal). Startował również w Igrzyskach Olimpijskich w 1988.
Kim zginął podczas zawodów jeździeckich na Igrzyskach Azjatyckich w stolicy Kataru Dosze. Koń Koreańczyka przewrócił się na ósmej przeszkodzie i przygniótł jeźdźca. Kim zmarł po odwiezieniu do szpitala. Przyczyną wypadku były niespotykane w Katarze ulewne deszcze.